# Bibelhebreiska
Bibelhebreiska är den form av det hebreiska språket som den hebreiska bibeln (Tanach, för kristna: Gamla Testamentet) är skrivet på och som användes av israeliterna mellan 1100-talet f.Kr. och 100-talet e.Kr. Under perioden efter andra templets förstörelse år 70 e.Kr. utvecklades bibelhebreiskan till mishnahebreiska som senare dog ut som talspråk under 300- och 400-talet e.Kr., men bevarades genom liturgisk och litterär språkanvändning.

## Fonologi
Hebreiskan är ursprungligen ett konsonantskriftspråk, där vokalerna inte skrevs ner. För att förenkla läsningen användes tre av konsonantbokstäverna (י, ו, ה) som både konsonanter och vokaler i form av mater lectionis i texten. Dock var inte denna markering tillräcklig, delvis på grund av den dubbla betydelsen som både konsonant och vokal, men även för att varje vokalbokstav markerade flera olika vokalljud. I mishnahebreiskans senare era, då språket hade slutat användas som ett talspråk så tillsatte masoreterna (de judiska lärde) ytterligare vokaltecken i skriften i form av små tecken (prickar och streck) som kallas nekudot i samband med konsonantbokstäverna för att den muntliga traditionen av det hebreiska språket skulle bestå.

## Användning idag
Språket studeras idag av religiösa judar – men även av kristna teologer, lingvister och arkeologer i Israel – för djupare förståelse av Torah och dess kommentarer. I judiska synagogor läses och/eller sjungs textstyckena från den hebreiska bibeln på hebreiska, och översätts inte. Bibelhebreiska kan läsas och förstås till stor del av dem som kan modern hebreiska; skillnaderna ligger främst i grammatiken, syntaxen och ordbetydelser som skiftat med åren. Det bibliska ordförrådet består av cirka 8000 ord. På hebreiska heter bibeln: סֵפֵר הַסְּפָריִם, sefer hasfarim, "böckernas bok, den främsta boken".

## Böcker i den hebreiska bibeln
Följande böcker i bibeln är ursprungligen skrivna på hebreiska:
Genesis (1 Mos),
Exodus (2 Mos),
Leviticus (3 Mos),
Numeri (4 Mos),
Deuteronominum (5 Mos),
Josua,
Domarboken,
Ruts bok,
Första Samuelsboken,
Andra Samuelsboken,
Första Kungaboken,
Andra Kungaboken,
Första Krönikeboken,
Andra Krönikeboken,
Esra,
Nehemja,
Ester,
Job,
Psaltaren,
Ordspråksboken,
Predikaren,
Höga Visan,
Jesaja,
Jeremia,
Klagovisorna,
Hesekiel,
Daniel (Delvis arameiska, delvis hebreiska),
Hosea,
Joel,
Amos,
Obadja,
Jona,
Mika,
Nahum,
Habackuk,
Sefanja,
Haggaj,
Sakarja,
Malaki.